# Segell de Washington DC
El Segell del Districte de Colúmbia serveix per representar el districte de Columbia i autenticar determinats documents, sent custodiat pel secretari del Districte de Columbia.
Mostra una personificació de la deessa Iustitia, una divinitat romana, personificació de la justícia, que diposita una ofrena floral davant l'estàtua del president dels Estats Units George Washington, que va donar nom a la ciutat de Washington. A la dreta de la figura de la Justícia, un pigarg americà sosté el blasó dels Estats Units. El fons l'ocupen el Capitoli i un tren que travessa un pont davant del sol naixent, com a símbol del progrés. A la part inferior de l'escut, hi apareixen escrits el lema del Districte de Colúmbia, "Justitia omnibus" (en llatí: Justícia per a tothom), i la data "1871", que és l'any de la creació de l'escut, envoltada per una corona de llorer. A la part superior es pot llegir "District of Columbia" (en anglès: Districte de Colúmbia).
En la primera versió del segell l'estàtua representava l'Estàtua de la Llibertat de Thomas Crawford, que corona el Capitoli dels Estats Units, i en 1888 fou substituïda per una estàtua de George Washington.